# شمع گرمکن

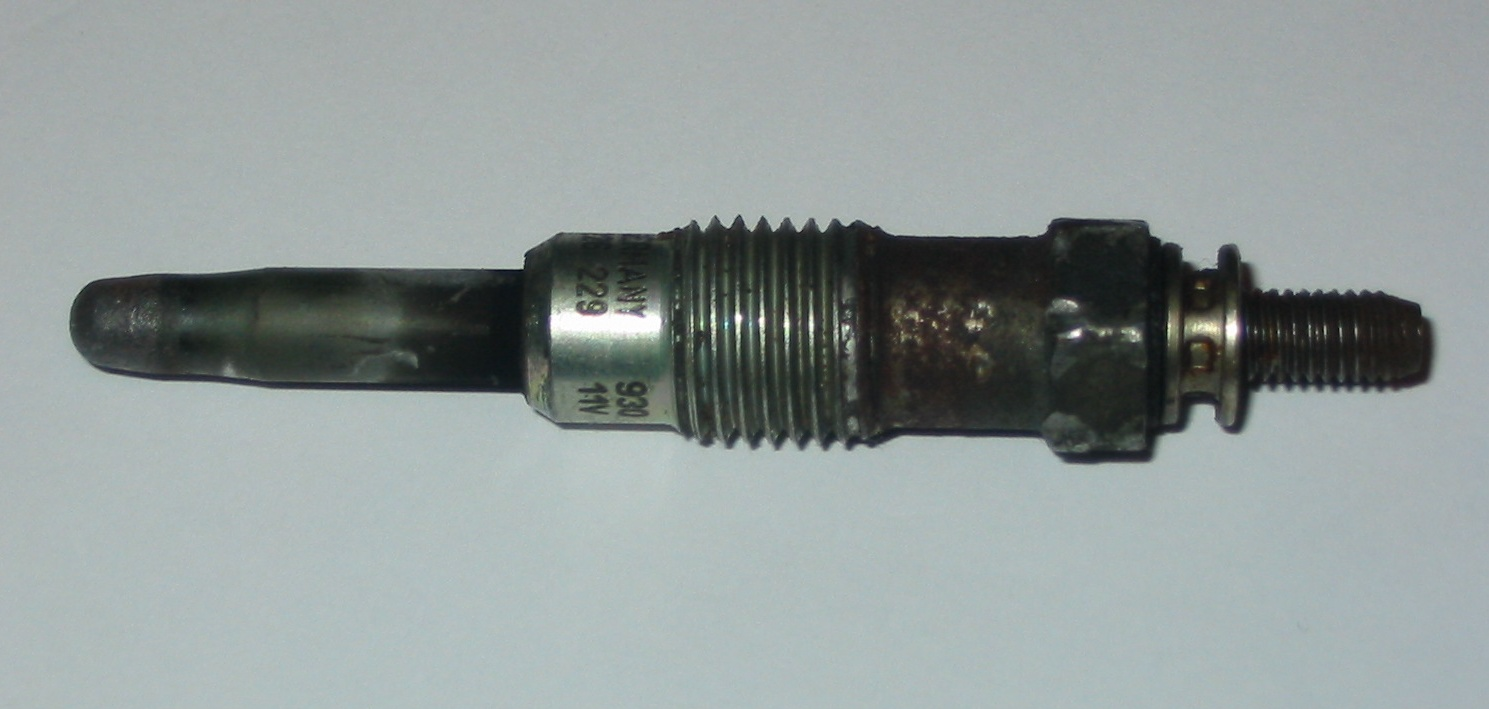
یک شمع تابشی استاندارد.

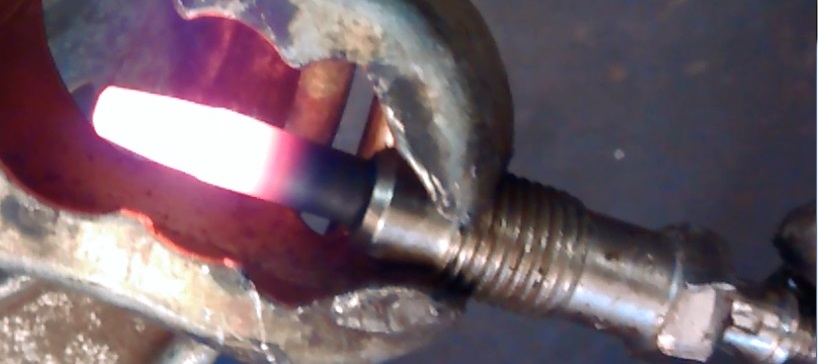
این یک شمع تابشی است که در حالی برای امتحان در درون یک موتور گرم شده‌است.

"شمع تابشی" (به انگلیسی: glowplug) (و بنام‌های معادل چون glow plug یا glow-plug) یک قطعه گرما دهنده می‌باشد که برا ی کمک به شروع بکار موتورهای دیزلی مورد استفاده قرار می‌گیرد. در آب و هوای سرد، موتورهای دیزل دور بالا، به علت جذب شدن گرمای ناشی از فشرده شدن دیزل در درون سیلندر به توسط بدنه و سرسیلندر، مانع احتراق سوخت دیزل (که متکی به دریافت حرارت است) در داخل می‌شوند.
موتورهای احتراق داخلی (مجهز به محفظه اولیه در تزریق سوخت) از یک بخاری برقی کوچک در درون محفظه اولیه خود استفاده می‌کنند که شمع حرارتی نامیده می‌شود در حالیکه شمع‌های حرارتی در موتورهای دارای ویژگی تزریق سوخت مستقیم(به انگلیسی: Direct injection) در درون محفظه احتراق خود از این ویژگی بهره می‌برند.
شمع حرارتی یک تکه فلز مداد شکل است که از یک سیم پیچ در نوک خود برخوردار است. این سیم پیچ هنگامی که توسط الکتریسیته تغذیه می‌گردد به علت داشتن مقاوت الکتریکی گرم شده و شروع به انتشار نور مرئی می‌کند از این رو به آن شمع تابشی می‌گویند. تأثیر و عملکرد این وسیله بسیار شبیه توستر است. سوخت اسپری شده بتوسط انژکتور مستقیماً به نوک داغ شمع حرارتی برخورد کرده و به درون محفظه حد مرگ بالایی سیلندر وارد می‌شود. این وسیله سوخت را قادر می‌سازد تا حتی هنگامی که موتور به اندازه عملکرد عادی خود گرم نشده احتراق نمایید. این وسیله مدت زمان مورد نیاز جهت استارت خوردن موتور دیزل را کاهش می‌دهد.

## بررسی اجمالی
در موتور دیزل، برخلاف موتورهای بنزینی از شمع جرقه زن برای انجام احتراق استفاده نمی‌شود. به جای شمع در موتور دیزل تنها به این روش که فشرده سازی هوا باعث افزایش درجه حرارت دیزل و متعاقباً احتراق خود بخود آن خواهد شد زیرا که هوا داغ فشار بالا باعث آن است. فشار بالا و اسپری شدن سوخت رخ دادن یک احتراق کامل و کنترل شده را تضمین می‌کند. بالا آمدن پیستون در سیلندر و فشرده شدن هوا در آن علت اصلی افزایش دمای هوای درون آن است. به دفعات متعدد این مسیر حرکت تا رسید به نقطه مرگ بالای تکرار می‌شود. دمای درون سیلندر بسیار زیاد است. غبار سوخت اسپری شده به داخل سیلندر فوراً محترق شده و با به پایین راندن سیلندر علت تولید نیرو در آن می‌شود. افزایش فشار لازمه بالا بردن دمای هوا می‌باشد حال آنکه ضرورت رخ داد این امر نیازمند استفاده از موتورهای با بدنه بزرگ و بسیار سنگین است.
درجه حرارت در مرحله پایانی فشرده ساری بستگی به عوامل زیادی دارد، مؤثرترین آن‌ها عبارتند از نسبت فشرده شدن هوا در درون سیلندر و نیز دمای هوای ورودی به درون آن دارد. هنگامی که موتور سرد است دمای هوای ورودی نیز پایین است و هوا مقدار اندکی گرما از دیواره موتور دریافت می‌کند؛ و علاوه بر آن که هنگامی که هوا فشرده شد و گرما دریافت کرد، مقداری از این گرما را با دیواره سرد سیلندر تبادل خواهد نمود که همین امر باعث کاهش هرچه بیشتری دمایی هوای فشرده خواهد شد. به همین علت این مشکا را بتوسط شمع تابشی برطرف نموده‌اند.
با دو نمونه کاملاً متفاوت از محل قرارگیری شمع‌های تابشی در مجموعه موتور دیزل مواجه هستیم: یکی در درون سیلندر و دیگری در مَنیفولد یا گازگاه (دماپا یا ترموست). در نوع داخل سیلندری؛ در نوع موتورهای با تزریق مستقیم سوخت در درون هر سیلندر یک شمع تابشی و در نوع موتورهای با محفظه اولیه تزریق غیرمستقیم شمع تابشی در درون محفظه اولیه احتراق آسان‌تر گرد سوخت دیزل را فراهم می‌کند. اما در نوع شمع تابشی مَنیفولد تنها یک شمع برای تمامی سیلندرها وجود دارد.

## شکل عملکرد

### پیش گرمایش

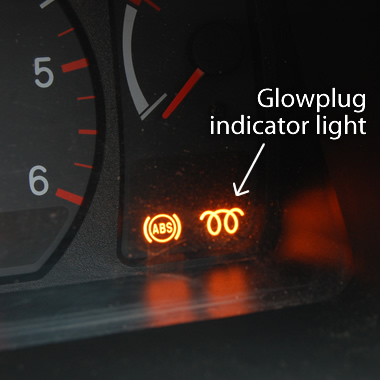
چراغ نشان دهنده «آماده به استارت» (مخصوص شمع تابشی) در خودرو دیزلی

در نسل‌های قدیمی تر وسایل نقلیه دارای موتور دیزل، برخلاف وسایل نقلیه با موتور بنزینی، برای شروع بکار موتور از حالت سرد راننده نمی‌تواند به راحتی پس از چرخاندن سوییچ موتور خودرو بلافاصله روشن نمایید. در عوض، بایستی ابتدا راننده شمع‌های تابشی خود را فعال نموده باشد.
در موتورهای دیزل قدیمی از یک شمع تابشی نوع 'ترموست' در ابتدای مجرای گازگاه موتور استفاده می‌شد.
این وسایل تا رسیدن به دمای کار بیست ثانیه زمان می‌برد و راننده وسیله نقلیه می‌بایستی این زمان را به صورت دستی (و یا حدسی) تا سپری شدن بیست ثانیه معیین می‌نمود.
شمع‌های تابشی تعبیه شده در داخل سیلندر از بعد فنی بهبود یافته‌اند که شامل یک چراغ هشدار بر روی داشبرد است که نشان دهنده مقدار زمان پیش گرم شدن است.
علاوه بر این‌ها مرحله پیش گرمایش هنگامی که راننده سوییچ را بمدت طولانی را بر روی حالت روشن نگاه دارد به صورت خودکار فعال خواهد شد. شمع‌های تابشی بتوسط سوییچ روشن شده و یک چراغ (تصویر سمت چپ) بر روی داشبرد چراغ‌ها روشن می‌گردد. این روند پیش گرمایش یا تابش حرارتی نامیده می‌شود.
بر توجه به گفته شرکت بوش: موتورهای قدیمی‌تر دارای ترمستر در بخش گازگاه با بیش از بیست ثانیه زمانه تابش استفاده می‌کردند حال آنکه بیشتر موتورهای امروزی با مصرف ولتاژ کمتر مدت زمانی بین شش تا هشت ثانیه گرما ایجاد می‌کنند.

### استارت
قبل از هر تلاشی برای روشن کردن موتر یک وسیله نقلیه، ترمز دستی بایستی کشیده شد و دنده در حالا خلاص یا پارک قرار بگیرد. تمامی متوقف کننده‌های موتور بایستی به حالت حرکت برگرداننده شوند و بایستی در هوای سرد تمامی سوخت اضافی کمک استارت آماده یا استفاده شود.
در شمع تابشی از نوع داخل سیلندر، هنگامی که زمان مقرر شده سپری شد، رله شمع تابشی چراغ «آماده به استارت» را خاموش می‌کند. روند پیش گرمایش دو تا پنج ثانیه به طول می‌انجامد و سپس راننده کلید را به حالت استارت حرکت می‌دهد. بعد از بکار افتادن موتور، رله شمع‌های تابشی را خاموش کرده (یا، در موتورهای قدیمی تر چراغ آماده به استارت به‌طور همزمان خاموش می‌شود)
شمع‌های تابشی در بخی خودروها به عملکرد خود تا ۱۸۰ ثانیه بعد از روشن شدن موتور ادامه می‌دهند تا گاز خروجی را در محدوده مقرر نگاه دارد به همین علت هنگامی موتور بسیار سرد است راندمان موتر بسیار افزایش می‌بابد.
بوسیله یک ترمستر در ورودی گازگاه، بخار دیزل در عرض چند دقیقه اقدام به پرکردن ورودی گازگاه می‌کند. هنگامی که شمع به افزایش درجه حرارت خود ادامه می‌دهد این عمل اجازه باز شدن شیر مخزن ویژه تعبیه شده در بالای شمع گرم کن می‌شود. این دیزل تازه نیز بخار شده و به بخرات قبلی در گازراه افزوده می‌شود. در مدت زمان بیست ثانیه بخار دیزل در دسترس است، دیزل نزدیک شمع گرمکن مشتعل شده و موتور را به چرخش درمی‌آورد، دیزل احتراق یافته به درون محفظه مشتعل شده کشیده شده- به همین منوال دیزل به بخش فشرده سازی و احتراق افزوده می‌شود. سوخت دیزل اضافه شده بلافاصله مشتعل شده و استارت موتور تسهیل می‌شود.
وسایل نقلیه که بر روی آن‌ها شمع حرارتی نصب شده‌است معمولاً مستقیما به وسیلهٔ کلید احتراق فعال نمی‌شوند. یک کلید دیگر نیز تدارک دیده شده‌است. (به موازات آن، در برخی موارد، دکمه برای فعال کردن استارت موتور نیز موجود دارد)

### استارت موتور گرم
اگر خودرو لحظاتی قبل در حال کار کردن بوده‌است یا اگر دمای محیط گرم بوده باشد ممکن است چراغ «آماده به استارت» روشن نشود. در این مورد، راننده ممکن است بدون نیاز به صبر سوییچ را چرخانده و موتور را روشن نمایید.
در موتورهای ترمستری این موضوع کاملاً به راننده بستگی دارد که شمع تابشی را بکار اندازد.

## اجزا و ساختار داخلی
شمع تابشی شبیه به یک مداد فلزی است، که یک سیم پیچی گرمایی در نوک آن نصب شده‌است. بایستی سیم پیچی شمع تابشی را بتوسط مواد خواصی چون پلاتین و ایریدیوم که مقاوت به اکسید شدن و تحمل حرارتی بالایی دارند ساخته شود.

## موتورهای مدل
شمع‌های تابشی در موتورهای مدل نیز استفاده می‌شود که به‌طور قابل ملاحظه‌ای با موتورهای دیزل سایز بزرگ متفاوت است. شمع تابشی را در موتورهای سایز بزرگ تنها به جهت شروع بکار موتورها استفاده می‌شود. حال آنکه در موتورهای مدل یک بخش اصلی از سیستم احتراق موتور است زیرا که سیم پلاتین شمع تابشی عامل اصلی احتراق است.
شمع تابشی موتورهای مدل تحت عنوان یک محرک احتراق در تجهیزات آتش بازی تائترها و در صنعت جلوه‌های ویژه بمنظور مشتعل کردن از راه دور دستگاه‌های آتش بازی حاوی پودرهای آتش بازی و رنگی استفاده می‌شود.